# La Maddalena
La Maddalena ist die Hauptinsel des La-Maddalena-Archipels vor der Nordostküste Sardiniens. Dieser liegt im Tyrrhenischen Meer am Übergang zur Straße von Bonifacio, die Sardinien von Korsika trennt. 

## Geographie
La Maddalena ist mit einer Größe von rund 20 km² die größte Insel des La-Maddalena-Archipels und beherbergt rund 10.000 Einwohner – nahezu die gesamte Bevölkerung der Inselgruppe (die einzige andere bewohnte Insel ist das mit einer Brücke verbundene Caprera).
La Maddalena ist auch der Name des Hauptorts der Insel, der das Verwaltungszentrum der italienischen Gemeinde La Maddalena ist, zu der die gesamte Inselgruppe gehört. Administrativ rechnet die Insel damit zur Provinz Nord-Est Sardegna der Autonomen Region Sardinien. Sie ist im Nationalpark La-Maddalena-Archipel unter Schutz gestellt.

## Geschichte
Die Besiedlungsgeschichte der Insel verlief wenig kontinuierlich. Es wurden neolithische Spuren gefunden. Im Mittelalter lebten hier wenige Mönche, im 17. Jahrhundert korsische Hirten aus Alta Rocca. Erst im späten 18. Jahrhundert erfolgte die Gründung des heutigen Ortszentrums als Folge der Entscheidung von Karl Emanuel III., aus der Inselgruppe einen Marinestützpunkt zu machen. Die Marina Militare ist bis heute auf der Insel präsent, wirtschaftlich wurde ihre Bedeutung aber schon längst vom Tourismus abgelöst.